# ترنیس ترمل
 ترنیس ترمل (انگلیسی: Terrence Trammell؛ زادهٔ ۲۳ نوامبر ۱۹۷۸) یک ورزشکار اهل ایالات متحده آمریکا است.